# 皇帝にして国王陛下
皇帝にして国王陛下（英語: Imperial and Royal Majesty）は、皇帝および国王を兼位している者に対する敬称である。

## 概要
歴史上で皇帝が国王を兼位している場合に用いられ、主にハンガリー国王を兼位していたオーストリア皇帝や、プロイセン国王を兼位していたドイツ皇帝に対して使われていた。現在では皇帝に当たる君主が天皇しかおらず、兼位する王位がないため、既に使われない敬称となっている。

## 歴史上の例
- フランス皇帝ナポレオン1世は、1805年から1814年までフランス皇帝とイタリア王を兼ねていた。
- ポルトガル・ブラジル及びアルガルヴェ連合王国国王ジョアン6世は、1825年から1826年まで法律上ブラジル皇帝を兼ねていた。
- オーストリア皇帝フランツ・ヨーゼフ1世は、オーストリア＝ハンガリー帝国からハンガリー使徒王を兼ねていたため、例外的に「皇帝にして使徒王陛下」（Seine Kaiserliche und Königliche Apostolische Majestät）とされていた。同様に、皇后エリーザベトも「皇后にして使徒王妃陛下」（Ihre Kaiserliche und Königliche Apostolische Majestät）とされた。
- イギリス女王ヴィクトリアは、1876年から1901年までインド女帝を兼ねていた。同様に、続くイギリス国王エドワード7世、ジョージ5世、エドワード8世、ジョージ6世までも「皇帝にして国王陛下」であった。
- イタリア国王ヴィットーリオ・エマヌエーレ3世は、1936年から1943年までエチオピア皇帝を兼ねていた。
- イラン皇帝モハンマド・レザー・パフラヴィーは歴史上最後の「皇帝にして国王陛下」である。